# Bhutan Super League
De Bhutan Super League, voorheen bekend als Thimphu League en A-Divisie, was tot 2012 de hoogste competitie van het voetbal in Bhutan. Sindsdien is de Bhutan Premier League opgericht en dient de Super League als tweede niveau. 
De competitie wordt gehouden sinds 1986 en wordt meestal in een korte periode (maximaal één kwartaal) gespeeld met zo goed als elke dag een wedstrijd in het Changlimithangstadion in hoofdstad Thimphu. De A-Divisie bestaat uit 8 teams en wordt georganiseerd door de Bhutaanse Voetbal Federatie. Tot en met 2012 plaatste de winnaar zich voor de AFC President's Cup. De 2 laagst geklasseerde ploegen speelden met de twee beste ploegen van de B-Divisie in een poule om de twee plekken in de A-Divisie.
In 2012 werd de Bhutan National League gestart als hoogste nationale competitie. Dat jaar gingen de beste ploegen uit de A-Divisie naar de National League, die verder als gesloten competitie georganiseerd werd. De A-Divisie werd in 2015 hernoemd tot Thimphu League en in 2019 veranderde de naam naar Super League. Sinds 2019 mogen er ook Bhutaanse teams deelnemen die niet uit het dzongkhag (Nederlands: district) Thimphu afkomstig zijn. Wel wordt elke wedstrijd nog steeds in het Changlimithangstadion gespeeld. De Super League diende sinds 2012, ondanks het gesloten systeem als kwalificatie voor de Bhutan Premier League, aangezien de Bhutan Football Federation tot en met 2020 besliste of de hoogst geëindigde teams daadwerkelijk mochten promoveren. 
Sinds 2020 hebben de drie voetbalcompetities in Bhutan een promotie- en degradatiesysteem. Voordat de competities beginnen, worden namelijk de Pepsi League Qualifiers gespeeld, waarin 10 Bhutaanse teams voor zes plaatsen in de Premier League strijden, maar de 4 clubs die dat niet halen, spelen het seizoen erop op het tweede niveau, samen met het hoogst geëindigde team van ieder district (Dzongkhag) dat vertegenwoordigt is in de Dzongkhag League. 
Het hoofdtoernooi van de Super League blijft enkel bestaan uit heenwedstrijden, waardoor de clubs amper negen wedstrijden in de reguliere competitie spelen. De vier hoogst geëindigde teams van de competitie mogen het seizoen erop aan de Pepsi League Qualifiers meedoen, maar eerst wordt de kampioen nog bepaald door knock-outrondes te spelen. 

## Kampioenen
- 1986: Royal Bhutan Army FC
- 1986 - 1995: onbekend
- 1996: Druk Pol
- 1997: Druk Pol
- 1998: Druk Pol
- 1999: Druk Pol
- 2000: Druk Pol
- 2001: Druk Pol
- 2002: Druk Star
- 2003: Druk Pol
- 2004: Transport United
- 2005: Transport United
- 2006: Transport United
- 2007: Transport United
- 2008: Yeedzin FC
- 2009: Druk Star
- 2010: Yeedzin FC
- 2011: Yeedzin FC
- 2012: Druk Pol
- 2013: Yeedzin FC
- 2014: Druk United FC
- 2015: FC Tertons
- 2016: Thimphu City FC
- 2017: Thimphu City FC
- 2018: Transport United
- 2019: Druk Star FC
- 2020: High Quality United FC
- 2021: geen kampioenschap vanwege coronapandemie

## Totaal kampioenschappen per club
| Club                   | Aantal kampioenschappen |
| ---------------------- | ----------------------- |
| Druk Pol               | 8                       |
| Transport United       | 5                       |
| Yeedzin FC             | 4                       |
| Druk Star              | 3                       |
| Thimphu City FC        | 2                       |
| Royal Bhutan Army FC   | 1                       |
| Druk United FC         | 1                       |
| FC Tertons             | 1                       |
| High Quality United FC | 1                       |